# Hiperplasia endometrial
La hiperplasia endometrial es una proliferación o crecimiento excesivo de las células del endometrio, es decir, la capa superficial del útero, especialmente los componentes glandulares. En la mayoría de los casos la hiperplasia del endometrio resulta por niveles continuamente elevados de la hormona estrógeno, conjuntamente con niveles insuficientes de hormonas como la progesterona que normalmente se oponen a los efectos proliferativos del estrógeno. La importancia clínica de este trastorno se expresa en el hecho de que causa hemorragia uterina orgánica y puede estar asociada con el síndrome de ovario poliquístico y ciertas formulaciones prescritas en la terapia de reemplazo hormonal. Es también un factor de riesgo importante en la aparición del cáncer de endometrio, por lo que es esencial que las pacientes con hiperplasia endometrial sean frecuentemente monitorizadas por un profesional de salud. La enfermedad aparece con preferencia en mujeres mayores de 45 años de edad.

## Clasificación
La hiperplasia endometrial representa, al menos inicialmente, una reacción fisiológica del tejido del endometrio a las acciones del estrógeno, el cual promueve la proliferación celular, como parte del ciclo menstrual. Sin embargo, las células de un endometrio hiperplásico forman glándulas que, con el tiempo, van cambiando hacia hacerse predisponentes a transformaciones cancerígenas. Ciertos subtipos histológicos anormales de la hiperplasia endometrial pueden ser reconocidas microscópicamente por un patólogo, cada tipo con su propia implicación terapéutica y de pronóstico.
- Hiperplasia Endometrial típica (simple o compleja) - Irregularidad y expansión quística de las glándulas (simple) o un agrupamiento y conglomeración racimal de las glándulas (compleja) sin cambios importantes en las células glandulares.[2] En un estudio, 1.6% de las pacientes diagnosticadas con estas anormalidades eventualmente desarrollaron cáncer endometrial.[4] La duración promedio de progresión de una hiperplasia endometrial sin atipia es de aproximadamente 10 años.[2]

- Hiperplasia endometrial atípica (simple o compleja) - Cambios en la arquitectura —sean simples o complejos— con cambios importantes (atípicos) en las células glándulares, incluyendo estratificación celular, pérdida de la polaridad nuclear, núcleo celular alargado y un aumento en la actividad mitótica. Estos cambios son similares a los de las células cancerígenas verdaderas, pero la hiperplasia atípica no muestra la característica de invasividad hacia el tejido conjuntivo, el elemento de definición del cáncer. El estudio ya mencionado mostró que un 22% de las pacientes con hiperplasia atípica eventualmente desarrollaron cáncer.[4] La duración promedio de progresión de una hiperplasia endometrial con atipia es de aproximadamente 4 años.[2]

## Diagnóstico
El diagnóstico de la hiperplasia endometrial se realiza por lo general por medio de un curetaje de la cavidad uterina para obtener tejido endometrial y hacer un análisis histopatológico. Los estudios diagnósticos se justifican en casos de hemorragia uterina anormal o la presencia de células glandulares anormales en un papanicolau.

## Tratamiento
El tratamiento de la hiperplasia endometrial debe ser individualizado y puede que incluya una terapia de reemplazo hormonal, como la progestina continua o cíclica o bien una histerectomía.